# Lumbricillus sadovskyi
Lumbricillus sadovskyi är en ringmaskart som beskrevs av Ernst Marcus 1965. Lumbricillus sadovskyi ingår i släktet Lumbricillus och familjen småringmaskar. Inga underarter finns listade i Catalogue of Life.